# Atractus paraguayensis
Atractus paraguayensis este o specie de șerpi din genul Atractus, familia Colubridae, descrisă de Yehudah L. Werner în anul 1924. Conform Catalogue of Life specia Atractus paraguayensis nu are subspecii cunoscute.